# Raymond Odierno
Raymond Thomas Odierno (ur. 8 września 1954 w Rockaway w stanie New Jersey, zm. 9 października 2021) – amerykański generał, szef sztabu United States Army, wcześniej naczelny dowódca Sił Wielonarodowych w Iraku (MNF-I od 16 września 2008) i dowódca III Korpusu (od maja 2006 do maja 2008).
Sprawując dowodzenie MNF-I, doprowadził do zwiększenia liczby żołnierzy stacjonujących w Iraku w 2007, jest też autorem strategii przeciwpartyzanckiej, która doprowadziła do obniżenia poziomu przemocy w Iraku w okresie od końca 2006 do początku 2008.

## Odznaczenia
- Medal Departamentu Obrony za Wybitną Służbę – pięciokrotnie
- Medal Sił Lądowych za Wybitną Służbę – dwukrotnie
- Medal Departamentu Obrony za Wzorową Służbę
- Legia Zasługi – dwukrotnie
- Brązowa Gwiazda
- Medal Departamentu Obrony za Chwalebną Służbę
- Medal za Chwalebną Służbę – czterokrotnie
- Medal Pochwalny Sił Lądowych
- Medal za Osiągnięcie Sił Lądowych
- Joint Meritorious Unit Award – dwukrotnie
- Meritorious Unit Commendation
- Nagroda Sekretarza Stanu za Wybitną Służbę
- National Defense Service Medal – dwukrotnie
- Medal Ekspedycji Sił Zbrojnych
- Southwest Asia Service Medal – czterokrotnie
- Medal „Za kampanię w Kosowie” – trzykrotnie
- Medal „Za kampanię w Iraku” – pięciokrotnie
- Global War on Terrorism Service Medal
- Army Service Ribbon
- Army Overseas Service Ribbon – siedmiokrotnie
- Medal NATO za Służbę w Kosowie
- Medal Wyzwolenia Kuwejtu (Arabia Saudyjska)
- Wielki Oficer Orderu Zasługi Wojskowej (Brazylia)
- Oficer Legii Honorowej (Francja)
- Medal Wojskowy Fe en la Causa (Kolumbia)
- Medal Wyzwolenia (Kuwejt)
- Krzyż Komandorski Orderu Zasługi Rzeczypospolitej Polskiej
- Wielki Oficer Orderu Narodowego Zasługi (Rumunia)
- Wielki Oficer Orderu Zasługi Republiki Włoskiej (Włochy)